# Ене-л-Вијеј
Ене-л-Вијеј (фр. Ainay-le-Vieil) је насељено место у Француској у региону Центар, у департману Шер.
По подацима из 2011. године у општини је живело 228 становника, а густина насељености је износила 16,29 становника/km².

## Демографија
| 1962. | 1968. | 1975. | 1982. | 1990. | 2011. |
| ----- | ----- | ----- | ----- | ----- | ----- |
| 306   | 245   | 193   | 182   | 170   | 228   |